# Coleophora nageli
Coleophora nageli é uma espécie de mariposa do gênero Coleophora pertencente à família Coleophoridae.